# Metagovea oviformis
Metagovea oviformis - gatunek kosarza z podrzędu Cyphophthalmi i rodziny Neogoveidae.

## Występowanie
Gatunek endemiczny dla Brazylii. Znany z Manaus w stanie Amazonas.